# Região 1 (Territórios do Noroeste)
Região 1 é o nome que se dá a uma das seis divisões estabelecidas pelo Departamento de Estatística do Canadá para os Territórios do Noroeste. Foi introduzido pelo censo canadense de 2011, juntamente com as regiões 2, 3, 4, 5 e 6, resultando na abolição nas divisões das divisões censuárias de Fort Smith e Região de Inuvik (a última não confundir com a região administrativa de Inuvik).
O seu território é parecido com o da Região de Inuvik. O território compreende a parte oeste dos Territórios do Noroeste, tendo como principal centro econômico a cidade de Inuvik. Sua população é de aproximadamente 6.712 habitantes e possui uma área de 365.094,37 km²..

## Comunidades

### Cidades
- Inuvik

### Vilas
- Aklavik
- Fort McPherson
- Paulatuk
- Sachs Harbour
- Tuktoyaktuk
- Ulukhaktok
- Tsiigehtchic

## Ligações Externas
- Mapa da Região 1